# ری نوبل
ری نوبل (انگلیسی: Ray Noble; ۱۷ دسامبر ۱۹۰۳ – ۳ آوریل ۱۹۷۸) آهنگ‌ساز، رهبر گروه موسیقی و هنرپیشه اهل انگلستان بود.